# Astrolabe (frégate)
Pour les articles homonymes, voir Astrolabe.
Ne doit pas être confondu avec la corvette Astrolabe.
L'Astrolabe (précédemment l'Autruche) est avec la Boussole un des deux navires de l'expédition autour du monde entreprise par Jean-François de La Pérouse en 1785, à l'initiative du roi Louis XVI. C'est un navire de charge, une gabare, reclassée en frégate pour les besoins de l'expédition.

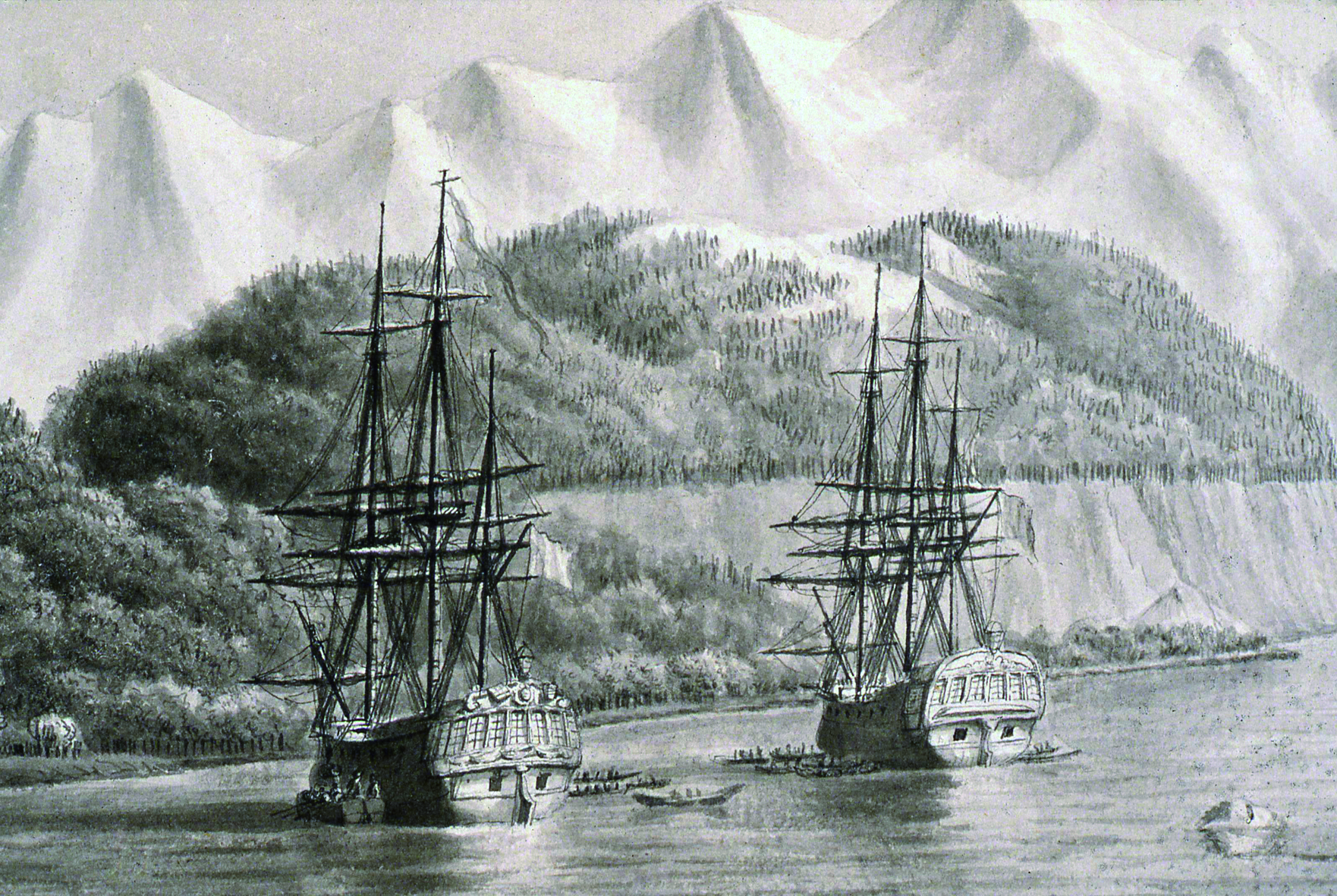
LAstrolabe et la Boussole au mouillage probablement en Alaska en 1786.

Son capitaine était Paul Fleuriot de Langle (1744-1787).

## Le voyage d'exploration scientifique

Trajet emprunté par l'expédition de La Pérouse jusqu'à Botany Bay, de 1785 à 1788.

Le roi Louis XVI est très intéressé par les voyages entrepris par les Britanniques ; il confie alors au comte de La Pérouse la direction d'un voyage de circumnavigation. Les méthodes de Cook pour éradiquer le scorbut sont appliquées avec succès.
La Boussole et l'Astrolabe disparaissent à Vanikoro, l'une des îles Salomon.

## Postérité
En souvenir, l'un des bateaux de Jules Dumont d'Urville lors de son expédition pour retrouver la trace de La Pérouse a été rebaptisé du nom de Coquille en Astrolabe. C’est à bord de ce bateau que Dumont d’Urville a découvert l’Antarctique et la terre Adélie.
Des rues portent son nom à Paris (villa de l'Astrolabe), Brest (rue de la Frégate l'Astrolable) et Saint-Malo.